# 김영기 (물리학자)
김영기(1962년~)는 한국 출신의 입자물리학자이다.

## 생애
경상북도 경산에서 태어나 1984년 고려대학교 물리학과를 졸업하고 1986년 석사학위를 받은 후 1990년 미국 로체스터대학에서 박사학위를 받았다. 이후 로런스 버클리 국립연구소 연구원, 버클리-캘리포니아대학 교수를 거쳐, 현재 시카고대 물리학과 교수이다. 페르미 국립 가속기 연구소(Fermi National Accelerator Laboratory) 부소장으로 일했다. 2020년부터 1년간 미국 물리학회 입자물리분과위원회 위원장으로 일하고 있다.

## 업적
2000년에는 과학저널 디스커버가 선정한 21세기 세계과학을 이끌 과학자 20인 중 한명으로 뽑혔으며, 2004년에는 물리학에 큰 업적을 남긴 과학자에게 수여하는 미국물리학회 펠로로 선정되었으며, 페르미 국립 가속기 연구소에서 양성자,반양성자 가속기인 테바트론을 이용한 양성자, 반양성자 충돌실험 그룹인 CDF(Collider Detector at Fermilab)의 공동대표를 맡았다. 2008년에는 시카고 비즈니스가 선정한 주목할 여성(Woman to Watch)으로 뽑혔다.

현재 세계에서 가장 강력한 2조 전자볼트(2TeV)의 질량 중심 에너지 테바트론은 가속된 양성자와 반양성자를 충돌시켜 소립자들을 생성시키는 입자 가속기이며, CDF 검출기는 이때 생성되는 소립자들의 소멸과정을 조사할 수 있는 실험장치로 김 박사는 검출기의 제작, 실험의 운영, 실험 데이터의 물리적 분석 등 모든 연구 과정을 주도하고 있다. 특히, 전 세계 12개국 850여명이 참여하는 국제적인 연구 그룹의 대표로 여성 과학자가 선출된 것은 극히 이례적인 것으로 국제학계에서 김 박사의 탁월한 능력을 높이 평가하고 있다는 사실을 입증하는 것이다.
김 박사는 글루온과 쿼크입자가 생성하는 입자다발(jet)을 분간할 수 있는 방법을 개발하였고, top-쿼크의 발견과 그 질량측정에 기여하였다. 또한 약한 상호작용을 일으키는 W 보존과 top-쿼크 입자의 질량을 정밀 측정함으로써 아직 발견되지는 않았으나 질량의 근원을 밝힐 수 있는 열쇠로 현대 물리학에 이론적으로 도입된 힉스 입자의 질량을 예측하는데 크게 기여하였다.
CDF의 실험과 연구를 주도하고 있는 김 박사는 힉스 입자의 검출을 위한 연구에 몰두하고 있으며, 향후 국제학계에서 새로운 물리 현상의 발견에 주도적인 역할을 할 것으로 큰 기대가 모아지고 있다.

## 이휘소와의 관계
이휘소는 1977년 6월 교통사고로 숨지기 전까지 페르미 국립 가속기 연구소에서 입자 이론물리 분과의 총책임자를 맡았으며, 대학원시절 김영기의 지도교수인 강주상은 미국에서 이휘소에게 박사학위 논문을 지도받았다.